# Würgadler
Der Würgadler (Morphnus guianensis) ist ein großer Greifvogel aus der Familie der Habichtartigen. Die in den tropischen Wäldern des amerikanischen Kontinents verbreitete Art wurde erstmals im Jahr 1800 durch den französischen Zoologen François-Marie Daudin wissenschaftlich beschrieben. Der Würgadler ist derzeit der einzige Vertreter der Gattung Morphnus.

## Beschreibung und Verhalten

### Merkmale
Trotz seiner Größe und auffälligen Erscheinung handelt es sich beim Würgadler um eine bislang wenig erforschte Art, detaillierte Beschreibungen liegen daher nur für eine geringe Anzahl von Exemplaren vor. Wie bei vielen Greifvögeln sind die Weibchen deutlich größer und schwerer als ihre männlichen Artgenossen. Während ausgewachsene Weibchen 1850 bis 1975 g wiegen können, erreichen Männchen lediglich ein Gewicht von 1200 bis 1275 g. Ein weitergehender Sexualdimorphismus besteht hingegen nicht. Die durchschnittliche Größe liegt zwischen 79 und 89 cm, die größte Flügelspannweite bei 1,76 m. Markante Merkmale des Würgadlers sind sein nach unten gebogener, mattschwarzer Schnabel und die auffällige Haube am Hinterkopf des Vogels. Die kräftigen, federlosen Beine und Zehen sind gelblich gefärbt und enden in schwarzen Krallen. Wachshaut und Zügel zeigen ein dunkles Grau, die Iris des Auges ist hingegen braun. Ihren Lebensraum teilt sich die Art mit der Harpyie, mit der sie auf Grund der ähnlichen Färbung des Gefieders gelegentlich verwechselt wird. Harpyien sind jedoch noch einmal erheblich größer und massiger als Würgadler. Des Weiteren kann der deutlich längere Schwanz des Würgadlers als eindeutiges Unterscheidungsmerkmal herangezogen werden.
Unabhängig von Geschlecht oder geografischer Verbreitung liegt bei der Art ein ausgeprägter Dimorphismus vor. Das Gefieder der häufiger vorkommenden, hellen Morphe ist an Kopf, Nacken und oberem Brustbereich blassbraun bis gräulich gefärbt, die Kehle ist weiß. Im unteren Brustbereich sowie am Bauch ist das Weiß von schmalen, zimtfarbenen Streifen durchzogen. Die verlängerten Federn der Haube besitzen eine weiße Basis, die zur Spitze hin dunkler wird. Rücken und Schultern sind schwarz gefärbt, die dortigen Konturfedern zeigen weiße Spitzen. Dieses Muster setzt sich an den Steuerfedern fort, dort zeigen sich jedoch zusätzlich drei graue, mausbraun gesprenkelte Bänder. Zu den Flügeln hin ändert sich die Farbe der Konturfedern zu Braun- und Grautönen, durchzogen von schwärzlichen Streifen. Die Schwungfedern sind überwiegend schwärzlich, mit braunen Sprenkeln und dunkleren Spitzen. Die dunklere oder „gestreifte“ Morphe ist eine melanistische Form und unterscheidet sich von der hellen Morphe durch eine schwärzliche Grundfärbung mit weißer Bänderung im unteren Brust- und Bauchbereich. Des Weiteren besitzt diese Form weiße Konturfedern mit schwarzen Streifen an den Unterflügeln. Einige Quellen unterscheiden außerdem für Individuen mit besonders stark ausgeprägtem Melanismus noch eine weitere, „extrem dunkle“ Morphe.

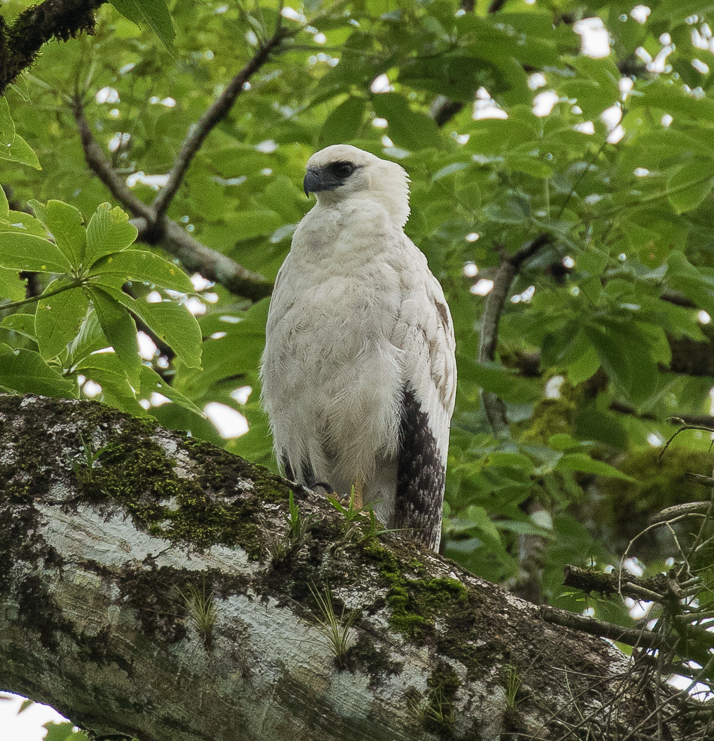
Junger Würgadler in Darién, Panama

Juvenile Würgadler sind in ihrer Färbung zunächst einheitlich und ähneln in der Farbgebung eher der hellen Morphe. Bis ihr Gefieder vollständig dem der Altvögel entspricht, benötigen die Vögel vier Jahre. Die Entwicklung hin zur dunklen Morphe wird hierbei erst nach der ersten Vollmauser anhand dunklerer Federn an Kopf und Brust sowie weniger kontrastreicher Konturfedern an den Flügeln sichtbar. Bis zur ersten Mauser sind die Jungvögel überwiegend weißlich gefärbt, die Schwungfedern sind dunkler, mit blassen Flecken und Streifen. Die Schwanzfedern zeigen Grau- und Brauntöne, mit sieben bis zehn schmalen, schwarzen Streifen. Mit fortschreitendem Alter nimmt das Gefieder aller Formen eine zunehmend dunklere Färbung an.

### Verhalten
Das allgemeine Verhalten der Art außerhalb der Brutzeit ist wenig erforscht. Bekannt ist, dass die Vögel eine weitestgehend solitäre Lebensweise führen und sich nur zur Fortpflanzung zu Paaren zusammenfinden. Würgadler benötigen sehr große Territorien von mindestens 100 km² Fläche, über denen sie gelegentlich im Gleitflug kreisend beobachtet werden können. Die aktive Verteidigung des Territoriums gegenüber Artgenossen findet offenbar nicht statt. Drohgebärden von nistenden Weibchen und Jungvögeln gegenüber vorbeifliegenden Geiern könnten jedoch auf ein mögliches Territorialverhalten gegenüber anderen Arten hinweisen. Die Art ist in ihrem gesamten Verbreitungsgebiet ein Standvogel.

### Ernährung

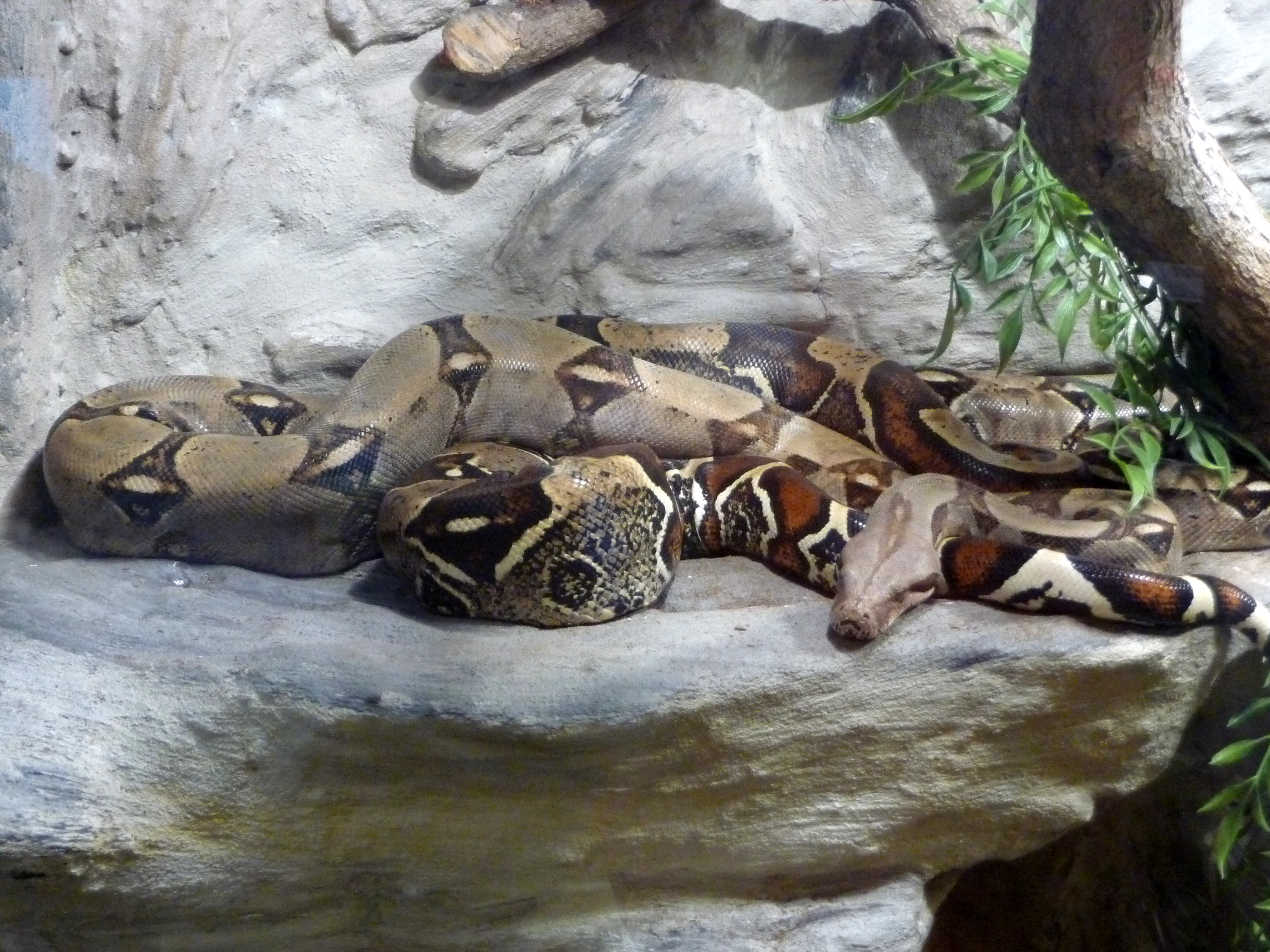
Die Abgottschlange (Boa constrictor) gehört zu den größten Beutetieren des Würgadlers

Würgadler ernähren sich rein karnivor und können auf Grund ihrer Größe Jagd auf ein breites Spektrum von Beutetieren machen. Dazu zählen vor allem Schlangen (vorwiegend Grüne Hundskopfschlinger, Abgottschlangen und Hühnerfresser) und baumbewohnende, meist nachtaktive Säugetiere mit einer Kopf-Rumpf-Länge von etwa 20 bis 35 cm, darunter Mittelamerikanische Baumstachler, Wickelbären, verschiedene Beutelratten sowie Kleinbären. Während mehrmonatiger Beobachtungen eines Nests im guatemaltekischen Nationalpark Tikal stellte eine 126 × 8 cm große Abgottschlange das größte von den Altvögeln erbeutete Tier dar. Des Weiteren werden regelmäßig kleinere Affen wie Gewöhnliche Totenkopfaffen und junge Rotgesichtklammeraffen attackiert. Bei entsprechender Gelegenheit werden außerdem andere Vögel als Bestandteil der Nahrung angenommen. In Brasilien wurden Würgadler dabei beobachtet, wie sie unter Bäumen mit vielen Früchten Schakuhühnern und Trompetervögeln auflauerten. Das Jagdverhalten der Art ist variabel, häufig kreisen die Vögel allein oder in Paaren in großer Höhe über dem Wald und suchen nach Beute. Eine weitere regelmäßig eingesetzte Methode ist das Warten auf einer Sitzwarte unmittelbar unterhalb des Blätterdachs. Wird die Beute am Boden oder in den Bäumen erspäht, stürzen die Vögel auf diese herab und schlagen sie mit ihren Krallen. Von juvenilen Würgadlern ist außerdem bekannt, dass sie Baumhöhlen und Erdlöcher nach Fressbarem durchsuchen. Hierzu stecken sie den Kopf oder ein Bein in die Öffnung und versuchen die Beute mit dem Schnabel oder den Krallen zu greifen. Bei adulten Vögeln konnte dieses Verhalten bislang nicht direkt beobachtet werden, die Tatsache, dass nistende Würgadler ihren Jungen während der Tagstunden Kadaver von nachtaktiven Tieren, die den Tag meist in ihren Bauten verbringen, brachten, deutet jedoch darauf hin, dass diese Jagdmethode auch im Erwachsenenalter noch angewandt wird. Des Weiteren plündern Würgadler die Nester anderer, kleinerer Greifvögel und erbeuten deren Nestlinge.

### Fortpflanzung
Anders als andere Aspekte ihres Verhaltens, ist die Fortpflanzung der Art relativ gut dokumentiert. Nachdem sich die Tiere zu Paaren zusammenfinden, findet die Kopulation in der Regel im März statt, der eigentliche Brutvorgang beginnt im April oder Mai. Ein im Vorfeld der Paarung stattfindendes, ausgeprägtes Balzverhalten konnte nicht festgestellt werden. Für den Bau des Nests werden typischerweise besonders hohe Emergenten ausgewählt, die über das allgemeine Blätterdach hinausragen und somit einen guten Rundumblick bieten. Das Nest wird in einer Astgabel angelegt und aus bis zu einem Meter langen, toten Ästen konstruiert. In der Wildnis ist eine Gelegegröße von zwei Eiern typisch, in Gefangenschaft können auch drei oder vier Eier vorkommen. Die tatsächliche Aufzucht mehr als eines Jungvogels pro Gelege wurde jedoch bislang nicht beobachtet. Die Eier besitzen eine matte, cremig-weiße Färbung ohne weitere Markierungen. Ihre durchschnittliche Größe liegt bei etwa 60 × 50 mm, bei einem Gewicht von etwa 90 g unmittelbar nach der Eiablage. Sie werden fast ausschließlich vom weiblichen Altvogel bebrütet, während das Männchen in dieser Zeit für die Versorgung mit Nahrung zuständig ist. Der genaue Zeitraum bis zum Schlüpfen der Jungen konnte bislang nicht bestimmt werden, wird jedoch auf Grund von Beobachtungen bei verwandten Arten wie der Harpyie oder dem Prachtadler auf circa 48 bis 51 Tage geschätzt. Nach dem Schlüpfen verbleibt das Weibchen etwa einen Monat lang fast ununterbrochen am Nest und hudert den Jungvogel. Während der männliche Altvogel weiterhin Nahrung heranbringt, wird diese nur durch das Weibchen an das Jungtier übergeben, auch die Reinigung des Nests findet ausschließlich durch das Weibchen statt. Das Männchen verbringt jeweils nur wenige Minuten am Nest. Nach etwa 30 Tagen kann der Jungvogel sich im Nest umherbewegen, weitere zehn Tage später beginnt er Lautäußerungen als Reaktion auf „Bedrohungen“ durch vorbeifliegende Vögel auszustoßen. Im Alter von circa 80 Tagen lernt das Junge selbstständig Nahrung aufzunehmen, die gesamte Nestlingszeit kann zwischen 100 und 110 Tagen andauern. Auch nach dem flügge werden verlässt der Nachwuchs die unmittelbare Umgebung des Nests über längere Zeit nicht und bleibt weiterhin abhängig von der Versorgung durch die Eltern. Junge Würgadler werden erst nach bis zu 16 Monaten wirklich selbstständig, was dazu führt, dass erfolgreiche Paare nur alle zwei bis drei Jahre ein Jungtier großziehen können.
Im Jahr 2004 beobachteten Forscher einen weiblichen Würgadler in der Nähe von Quintín, Panama, der sich über einen längeren Zeitraum an der Aufzucht eines Harpyien-Nestlings beteiligte und diesem mehrfach Nahrung brachte. Von den Eltern des Nestlings wurde dieses Verhalten offenbar toleriert, obwohl Harpyien ihr Territorium normalerweise aktiv gegen andere Greifvögel verteidigen. Der Nestling verhielt sich gegenüber dem Würgadler nicht anders, als gegenüber den eigenen Eltern. Die Gründe für dieses – auch von anderen Arten nicht unbekannte – Verhalten sind nicht vollständig geklärt, eine mögliche Erklärung ist jedoch, dass der weibliche Würgadler vor kurzem eine eigene Brut verloren und sein Brutverhalten auf das Harpyien-Junge übertragen hatte.

### Lautäußerungen
Der Würgadler gilt allgemein als wenig vokale Art. Sein am häufigsten gehörter Ruf soll dem des Schwarzbussards (Buteogallus urubitinga) ähneln, der ein ähnliches Verbreitungsgebiet besitzt. Er wird als „schrilles, hohes Pfeifen“ beschrieben, das sich mehrmals wiederholt und in etwa wie wheyr-wheyr-wheyr-wheyr-wheyr-wheyr-br klingen soll, wobei die Betonung auf der kurzen, letzten Silbe liegt. Während der Brutzeit wird dieser Ruf durch den männlichen Vogel auch als Kontaktruf genutzt, wenn er sich dem Nest nähert, um Beute zu bringen. Das Weibchen antwortet darauf mit einem hohen, schrillen wee-hee und dem Schlagen ihrer Flügel.

## Verbreitung und Gefährdung

Verbreitungsgebiet des Würgadlers

Der Würgadler bevorzugt als Lebensraum großflächige, unberührte Regenwälder, kommt jedoch möglicherweise auch in trockeneren und offeneren Gebieten zurecht, solange diese ausreichende Waldbestände bieten, in denen die Vögel auf die Jagd gehen können. Die Art ist eher ein Tieflandbewohner und meidet höher gelegene Regionen, kommt jedoch vereinzelt bis auf Höhen von über 1000, in Ecuador auch bis auf 2200 m, vor. Das Verbreitungsgebiet schließt große Teile Süd- und Mittelamerikas ein, ist jedoch dabei nicht zusammenhängend. In Mittelamerika erstreckt es sich vom nördlichen Guatemala über Belize bis in das nördliche Honduras. In Nicaragua und Costa Rica existieren offenbar nur vereinzelte Inselpopulationen. Weitere nennenswerte Nachweise des Würgadlers konnten aus dem östlichen Panama und dem westlichen Kolumbien erbracht werden. Das größte zusammenhängende Areal erstreckt sich in einem weiten, halbmondförmigen Bogen von Zentral-Kolumbien über den Osten Ecuadors und Perus, den Norden Boliviens und Amazonien bis an die Atlantikküste in Suriname, Guyana und im äußersten Osten Venezuelas. Des Weiteren kommt er in Teilen Paraguays und Argentiniens vor. In den 2010er-Jahren wurden zudem einige Reliktpopulationen in den fragmentierten Atlantikwäldern Brasiliens gefunden, wo die Art seit dem 19. Jahrhundert als ausgestorben galt. Grundsätzlich gilt die Art als selten, was auch mit der Größe der Territorien einzelner Individuen zusammenhängt. Auf Grund ihrer Lebensweise und ihres extensiven Platzbedarfs gehören Würgadler zu den Arten, die besonders von Habitatverlust und -fragmentierung durch die zunehmende Abholzung der Wälder bedroht sind. Des Weiteren stellt auch direkte Bejagung und Jagddruck auf potenzielle Beutetiere durch den Menschen eine Bedrohung dar. Forscher gehen davon aus, dass die Bestandsentwicklung der Art seit mehreren Jahrzehnten kontinuierlich abnehmend verläuft. Allerdings zeigen Beobachtungen aus dem südlichen Mexiko, Nicaragua und Costa Rica, dass durch die Art in jüngerer Zeit offenbar Regionen besiedelt werden, in denen sie in der Vergangenheit nicht nachgewiesen werden konnte. Insgesamt führt die IUCN den Würgadler mit Stand 2017 als near threatend, sieht also den langfristigen Erhalt der Art als nicht gesichert an. Des Weiteren wird der Würgadler in Anhang II des Washingtoner Artenschutzübereinkommens genannt, der kommerzielle Handel mit Vertretern der Art ist daher eingeschränkt und nur nach entsprechenden Prüfungen gestattet.

## Etymologie und Forschungsgeschichte

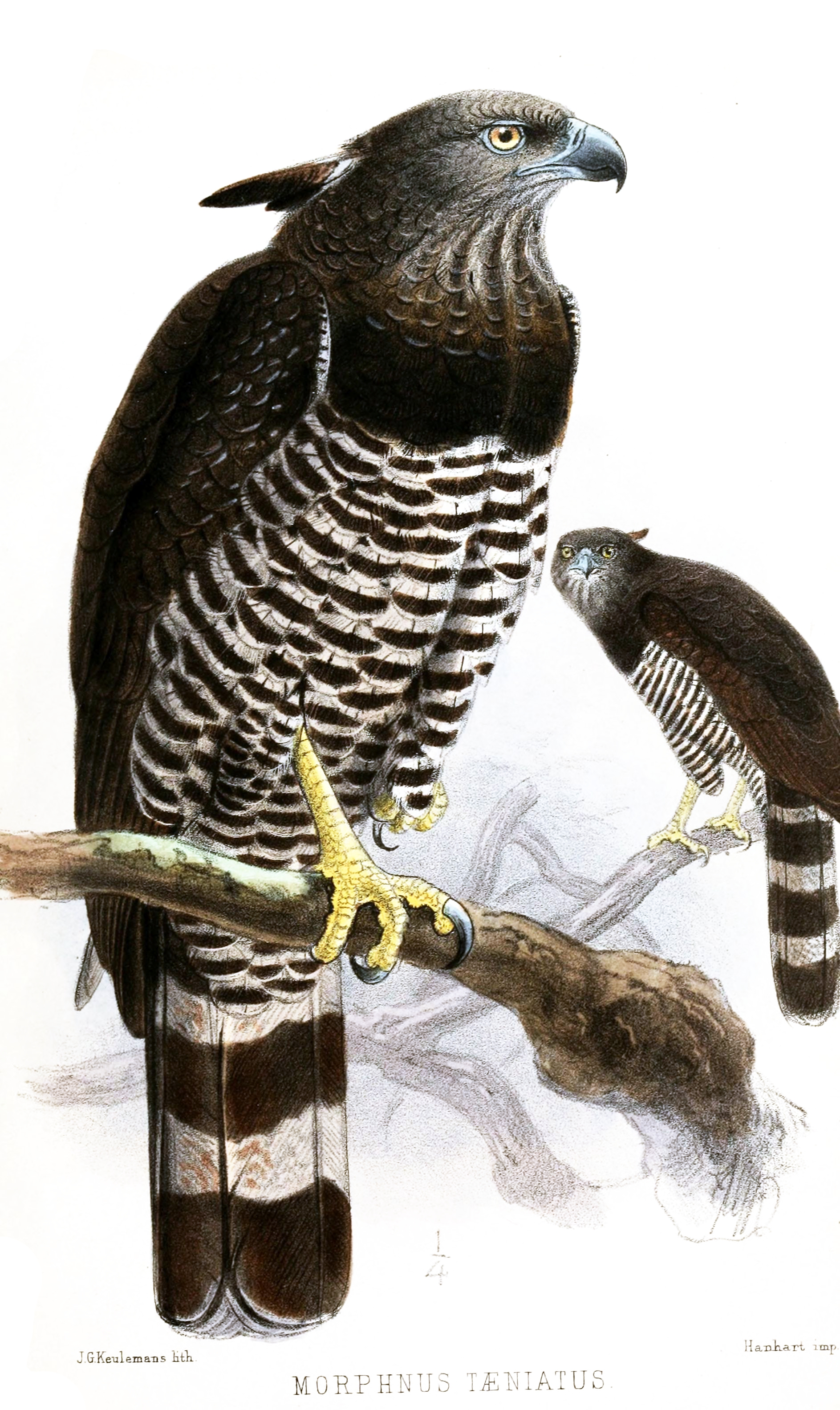
Morphe des Würgadlers (Morphnus taeniatus) illustriert von John Gerrard Keulemans

Die Erstbeschreibung des Würgadlers erfolgte 1800 durch François-Marie Daudin unter dem wissenschaftlichen Namen Falco guianensis. Als Verbreitungsgebiet gab er Cayenne an. 1816 führte Charles Dumont de Sainte Croix die für die Wissenschaft neue Gattung Morphnus ein. Der Name wurde erst 1916 durch die nachträgliche Benennung des Typus des Würgadlers durch Charles Chubb als verfügbar betrachtet. Der Begriff Morphnus leitet sich von μορφνος morphnos, deutsch ‚Adler‘ bzw. lateinisch morphnos ‚Adler‘ ab. Der Artname guianensis bezieht sich auf die Guyanas. Alfred Laubmann hatte für sein Werk Die Vögel von Paraguay keinen Balg zur Verfügung. Den einzigen Nachweis in der Literatur sah er im Oberlauf des Río Paraná durch Arnaldo de Winkelried Bertoni. Die dunkle Morphe Morphnus taeniatus Gurney, 1879 wird heute als Synonym zur Nominatform betrachtet.

## Systematik
Sowohl die Art Morphnus guianensis als auch die Gattung Morphnus gelten derzeit als monotypisch, geografische Variationen fehlen ebenfalls. Das Vorliegen zweier visuell stark unterschiedlicher Morphe führte dazu, dass diese in der Fachliteratur lange Zeit als separate Arten geführt wurden. Daudin beschrieb die Art 1800 erstmals unter dem wissenschaftlichen Namen Falco guianensis und stellte sie damit zu den Falken, wobei ihm für seine Erstbeschreibung ein Exemplar der hellen Morphe vorlag. Die dunklere Morphe wurde hingegen zunächst als Morphnus taeniatus Gurney, 1879 beschrieben und als eigenständige Art geführt. Erst 1949 stellten die beiden Ornithologen Carl Eduard Hellmayr und Henry Boardman Conover fest, dass es sich bei beiden Morphen um ein und dieselbe Art handelt.